# ŽVPL
ŽVPL (Žurerski vodnik po Ljubljani; (COBISS)), je spletni časopis, ki je nastal 18. maja 1998. Ustanovila so ga Davorin Pavlica, Martin Modic in Luka Ferlan na domeni www.zvpl.infonova.si. Na zdajšnji naslov se je preselil 12. oktobra 1998. Najprej je bil v lasti podjetja Konto d.o.o., 1. aprila 2004 pa ga je prevzel zavod Embrio.